# Charles-François de Saint-Simon Sandricourt

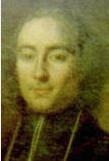
Charles-François-Siméon de Vermandois de Saint-Simon de Rouvroy de Sandricourt

Charles-François-Siméon de Vermandois de Saint-Simon de Rouvroy de Sandricourt (5 april 1727 - Parijs, 26 juli 1794) was een Franse edelman en rooms-katholieke geestelijke.
Hij was de laatste bisschop en graaf van Agde (van 1759 tot 1794) en werd tijdens de Franse Revolutie terechtgesteld.
- Bibliothèque nationale de France: cb120719776 (data)
- International Standard Name Identifier: 0000 0000 3339 131X
- Library of Congress Control Number: n92028266
- Système universitaire de documentation: 029001838
- Virtual International Authority File: 39400626
- WorldCat: E39PBJjxtmYKkryYMWYGBvBByd